# Longitarsus incicaus
Longitarsus incicaus es un coleóptero de la familia Chrysomelidae. Fue descrita científicamente en 1981 por Basu, Bhaumik & Sengupta.